# La distruzione del mondo
La distruzione del mondo (Deluge) è un film del 1933 diretto da Felix E. Feist. Pellicola di fantascienza post apocalittica distribuita dalla RKO Radio Pictures, narra di un gruppo di disastri naturali in tutto il mondo che conducono alla distruzione della Terra.
Il film è liberamente tratto dal romanzo omonimo Deluge ("diluvio") di S. Fowler Wright del 1928, spostando l'ambientazione dall'Inghilterra agli Stati Uniti. È uno dei primissimi e rari esempi di film catastrofico.
La colonna sonora originale è andata quasi interamente perduta e sopravvive la versione doppiata in italiano.

## Trama
I meteorologi si trovano a dover affrontare un enigma: la pressione barometrica sta scendendo a livelli record, indicando l'insorgere di una tempesta di potenza mai vista. Tutti gli aerei sono richiamati a terra. La campionessa di nuoto Claire Arlington deve rinunciare alla sua impresa sportiva di nuotare intorno all'isola di Manhattan.
Quando si manifesta una eclissi solare inattesa, il capo meteorologo contatta la società astronomica americana. Il capo astronomo professor Carlysle riferisce che il preoccupante fenomeno è diffuso in tutto il mondo e che in Europa è iniziata una serie di grandi terremoti. Tra la popolazione inizia a spargersi il panico. In seguito l'astronomo riceve rapporti secondo i quali la costa del Pacifico degli Stati Uniti è stata colpita da un potente terremoto, e che è interrotta ogni forma di comunicazione con l'Europa. Si profila un immane disastro.
L'avvocato Martin Webster ascolta allarmato i notiziari e decide, assieme alla moglie Helen, di cercare salvezza con i suoi due figli in un rifugio di mattoni, ritenendolo il posto più sicuro nei dintorni.
I terremoti causano un enorme tsunami. La città di New York City viene distrutta da un terremoto e subito dopo viene colpita dall'onda anomala che la sommerge. Quasi tutti gli abitanti della città periscono. Webster si risveglia malconcio in un paesaggio desolato, convinto che la sua famiglia sia perita nella catastrofe, e si riunisce tra le rovine della città con altri sopravvissuti, tra i quali anche Claire Arlington.

## Stato di conservazione
Per molti anni La distruzione del mondo venne ritenuto un film perduto, finché nel 1981 ne fu rinvenuta da Forrest J. Ackerman una copia doppiata in italiano in un archivio di Roma.
Prima di tale scoperta, l'unica parte del film che si sapeva sopravvissuta era la sequenza dell'onda che distrugge la città di New York, che era stata riutilizzata nei serial della Republic Pictures Dick Tracy vs. Crime, Inc. (1941) e King of the Rocket Men (1949).

## Produzione
L'impressionante sequenza di effetti speciali della distruzione di New York fu realizzata da un team che in seguito lavorò al film sceneggiato da H. G. Wells La vita futura (Things to Come, 1936).

## Distribuzione
Il film fu distribuito dalla RKO Radio Pictures negli Stati Uniti il 18 agosto 1933.
Fu distribuito in vari paesi europei nel 1934, tra cui l'Italia; in Portogallo (come O Dilúvio) il 10 marzo, in Finlandia il 4 novembre.
Dopo la sua riscoperta in Italia, il film fu distribuito in varie versioni, alcune eliminando i dialoghi in italiano e aggiungendo una semplice colonna sonora musicale, come fosse un film muto, e i sottotitoli in inglese; in tale versione l'unica scena con la colonna sonora originale è quella della distruzione di New York.

## Critica
Fantafilm scrive che "gli storici del cinema ne hanno sempre parlato in termini positivi, sottolineando la qualità degli effetti speciali di Ned Mann che ricostruì in studio alcuni quartieri di New York."